# Jane Trepp
Jane Trepp (Tallinn, 13 maart 1988) is een Estse zwemster.

## Carrière
Bij haar internationale debuut, op de Europese kampioenschappen kortebaanzwemmen 2003 in Dublin, eindigde Trepp als zevende op de 100 meter wisselslag en als achtste op de 50 meter schoolslag, op de 50 meter vrije slag strandde ze in de series. Op de 4x50 meter wisselslag eindigde ze samen met Berit Aljand, Triin Aljand en Elina Partyka op de achtste plaats.
Op de Europese kampioenschappen zwemmen 2004 in Madrid eindigde de Estse als achtste op de 50 meter schoolslag en werd ze  uitgeschakeld in de series van de 100 meter schoolslag. Tijdens de wereldkampioenschappen kortebaanzwemmen 2004 in Indianapolis strandde Trepp in de halve finales van de 50 meter schoolslag, op de 100 meter schoolslag en de 100 meter wisselslag waren de series haar eindstation. In Wenen nam de Estse deel aan de Europese kampioenschappen kortebaanzwemmen 2004, op dit toernooi strandde ze in de halve finales van de 50 meter schoolslag en in de series van de 100 meter wisselslag.
Op de Europese kampioenschappen kortebaanzwemmen 2005 in Triëst werd Trepp uitgeschakeld in de halve finales van de 100 meter wisselslag en in de series van zowel de 50 meter vrije slag als de 50 meter schoolslag. Tijdens de wereldkampioenschappen kortebaanzwemmen 2006 in Shanghai strandde de Estse in de halve finales van de 50 meter schoolslag en in de series van de 100 meter wisselslag. Tijdens de Europese kampioenschappen zwemmen 2006 in Boedapest werd Trepp uitgeschakeld in de series van zowel de 50 als de 100 meter schoolslag.

### 2009-heden
Na een afwezigheid van bijna drie jaar keerde de Estse terug op een internationaal toernooi tijdens de wereldkampioenschappen zwemmen 2009. In Rome strandde ze op al haar afstanden in de series. Op de Europese kampioenschappen kortebaanzwemmen 2009 in Istanboel veroverde Trepp de zilveren medaille op de 50 meters schoolslag en eindigde ze als vijfde op de 100 meter wisselslag, op de 50 meter vrije slag werd ze uitgeschakeld in de halve finales en op de 100 meter schoolslag in de series. Samen met Kaetlin Sepp, Triin Aljand en Annika Saarnak strandde ze in de series van de 4x50 meter wisselslag.
Tijdens de Europese kampioenschappen zwemmen 2010 in Boedapest werd de Estse op al haar afstanden uitgeschakeld in de series. Op de 4x100 meter wisselslag strandde ze samen met Kaetlin Sepp, Annika Saarnak en Tess Grossmann in de series. In Dubai nam Trepp deel aan de wereldkampioenschappen kortebaanzwemmen 2010. Op dit toernooi eindigde ze als vierde op de 100 meter wisselslag, daarnaast werd ze uitgeschakeld in de halve finales van de 50 meter schoolslag en in de series van zowel de 50 meter vrije slag als de 100 meter schoolslag.
Op de wereldkampioenschappen zwemmen 2011 in Shanghai strandde de Estse in de halve finales van de 50 meter schoolslag.
Tijdens de Europese kampioenschappen zwemmen 2012 in Debrecen werd Trepp uitgeschakeld in de halve finales van de 50 meter vrije slag.

## Internationale toernooien
| Jaar | Olympische Spelen | WK langebaan                                               | WK kortebaan                                                                 | EK langebaan                                                                                          | EK kortebaan                                                                                          |
| ---- | ----------------- | ---------------------------------------------------------- | ---------------------------------------------------------------------------- | --- | --- |
| 2003 |                   | geen deelname                                              |                                                                              | | 36e 50m vrije slag 8e 50m schoolslag 7e 100m wisselslag 8e 4x50m wisselslag                           |
| 2004 | geen deelname     |                                                            | 9e 50m schoolslag 22e 100m schoolslag 20e 100m wisselslag                    | 8e 50m schoolslag 21e 100m schoolslag                                                                 | 12e 50m schoolslag 24e 100m wisselslag                                                                |
| 2005 |                   | geen deelname                                              |                                                                              | | 38e 50m vrije slag 24e 50m schoolslag 9e 100m wisselslag                                              |
| 2006 |                   |                                                            | 12e 50m schoolslag 18e 100m wisselslag                                       | 27e 50m schoolslag 35e 100m schoolslag                                                                | geen deelname                                                                                         |
| 2007 |                   | geen deelname                                              |                                                                              | | geen deelname                                                                                         |
| 2008 | geen deelname     |                                                            | geen deelname                                                                | geen deelname                                                                                         | geen deelname                                                                                         |
| 2009 |                   | 21e 50m schoolslag 43e 100m schoolslag 41e 50m vlinderslag |                                                                              | | 13e 50m vrije slag · 50m schoolslag · 27e 100m schoolslag · 5e 100m wisselslag · 12e 4x50m wisselslag |
| 2010 |                   |                                                            | 17e 50m vrije slag 11e 50m schoolslag 28e 100m schoolslag 4e 100m wisselslag | 17e 50m schoolslag 42e 100m schoolslag 20e 50m vlinderslag 32e 100m vlinderslag 17e 4x100m wisselslag | geen deelname                                                                                         |
| 2011 |                   | 16e 50m schoolslag                                         |                                                                              | | geen deelname                                                                                         |
| 2012 | geen deelname     |                                                            | geen deelname                                                                | 13e 50m vrije slag                                                                                    | geen deelname                                                                                         |

## Persoonlijke records
Bijgewerkt tot en met 12 mei 2012
Kortebaan
| Afstand         | Tijd    | Datum            | Plaats    |
| --------------- | ------- | ---------------- | --------- |
| 50m vrije slag  | 24,55   | 13 december 2009 | Istanboel |
| 50m schoolslag  | 29,82   | 10 december 2009 | Istanboel |
| 100m schoolslag | 1.07,73 | 12 december 2009 | Istanboel |
| 100m wisselslag | 59,33   | 11 december 2009 | Istanboel |

Langebaan
| Afstand         | Tijd    | Datum           | Plaats    |
| --------------- | ------- | --------------- | --------- |
| 50m vrije slag  | 25,31   | 12 mei 2012     | Charlotte |
| 50m schoolslag  | 31,32   | 1 augustus 2009 | Rome      |
| 100m schoolslag | 1.10,61 | 27 juli 2009    | Rome      |